# Los Tábanos
Los Tábanos es una comuna del departamento Vera, provincia de Santa Fe, Argentina.
Fue declarada comuna por ley provincial n.º 13830 el día 28 de noviembre de 2018.

## Ubicación
Se encuentra a 13 km al norte de la localidad de Golondrina, y a 380 km al norte de la capital provincial, sobre la ruta provincial 3. Está ubicada unos 112 km al norte de Vera, la capital del departamento, y 120 km al noroeste de Reconquista.

## Población y demografía
Cuenta con 495 habitantes (Indec, 2022)
| Gráfica de evolución demográfica de Los Tábanos entre 2022 y 2022 |
|                                                                   |
| Fuente: Censos nacionales del INDEC                               |

Forma parte de la región llamada Cuña Boscosa, en la que hasta 1966 operó la empresa La Forestal.

## Escuelas
Cuenta con 3 Escuelas
- Escuela N.º 871 "Martín Miguel de Guemes"
- Escuela N.º 6258 "Domingo Faustino Sarmiento"
- C.E.R. N.º 350 "Cosme Mariano Argerich"